# Святая великомученица Варвара (линейный корабль)
«Святая великомученица Варвара» или «Великомученица Варвара» — парусный линейный корабль Балтийского флота Российской империи, один из кораблей типа «Слава России». Находился в составе флота с 1745 по 1755 год, в вооружённых конфликтах участия не принимал, однако неоднократно участвовал в торжественных мероприятиях, практических плаваниях и учениях эскадр кораблей Балтийского флота, во время которых нередко выполнял роль флагмана, а по окончании службы был разобран.

## Описание судна
Представитель серии парусных двухдечных линейных кораблей типа «Слава России». Эта серия кораблей была самой многочисленной и одной из самых удачных серий линейных кораблей Российского императорского флота. Корабли серии строились с 1733 по 1774 год на верфях Санкт-Петербурга и Архангельска и принимали участие во всех плаваниях и боевых действиях российского флота в период с 1734 по 1790 год. Всего в рамках серии было построено 58 линейных кораблей. Все корабли этой серии обладали высокими мореходными качествами, хорошей маневренностью и остойчивостью.
Водоизмещение корабля составляло 1200 тонн, длина по сведениям из различных источников от 46,5 до 47,4 метра, ширина от 12,3 до 12,65 метра, а осадка от 5,4 до 5,48 метра. Вооружение судна составляли 66 орудий, включавшие двадцатичетырёх-, двенадцати- и шестифунтовые пушки, а экипаж состоял из 600 человек. Скорость судна при свежем ветре могла достигать восьми узлов.

## История службы
Линейный корабль «Святая великомученица Варвара» был заложен на верфях Санкт-Петербургского адмиралтейства 3 (14) мая 1743 года и после спуска на воду 26 мая (6 июня) 1745 года вошёл в состав Балтийского флота России. Строительство вёл корабельный и камельный мастер майорского ранга Александр Сютерланд.
В кампанию 1745 года стоял на Неве у Зимнего дворца. 21 августа (1 сентября) 1745 года принимал участие в торжественных мероприятиях по случаю бракосочетания наследника престола, а 30 августа (10 сентября) — в празднествах по случаю годовщины победы России над Швецией в Северной войне, в рамках мероприятия сопровождал ботик Петра I до Невского монастыря.
В 1746 году принимал участие в практическом плавании эскадры кораблей Балтийского флота в Финском заливе, а 22 июля (2 августа) и 23 июля (3 августа) того же года ещё и в показательных учениях у Ревеля. В следующем 1747 году в составе флота под общим командованием вице-адмирала З. Д. Мишукова совершал практические плавания в Балтийском море до Ревеля и острова Готланда, при этом на корабле держал свой флаг командующий флотом.
В 1748 году в составе кронштадтской эскадры контр-адмирала В. Ф. Люиса принимал участие в крейсерском плавании флота в Финском заливе до острова Готланда, при этом на корабле держал свой флаг командующий эскадрой. В 1750 году во время участия в практическом плавании до Готланда на корабле вновь держал свой флаг командующий флотом вице-адмирал З. Д. Мишуков.
В 1755 году корабль «Святая великомученица Варвара» должен был встать на тимберовку в Кронштадте, однако в связи с отсутствием материалов, там же был разобран.

## Командиры корабля
Командирами линейного корабля «Святая великомученица Варвара» в разное время служили:
- капитан-командор В. Я. Римский-Корсаков (1745 год)[8];
- капитан полковничьего ранга Г. Кейзер (1746 и 1748 годы)[14];
- капитан полковничьего ранга, а с 5 (16) сентября 1747 года капитан-командор Д. Кенеди (1747 и 1750 годы)[15].

### Комментарии
1. ↑  Также в серию входили два корабля «Северный Орёл» 1735 и 1763 годов постройки, два корабля «Ревель» 1735 и 1756 годов постройки, два корабля «Ингерманланд» 1735 и 1752 годов постройки, два корабля «Святой Пётр» 1741 (до 6 (17) декабря 1741 года назвался «Иоанн») и 1760 годов постройки, два корабля «Полтава» 1743 и 1754 годов постройки, два корабля «Святой Александр Невский» 1749 и 1762 годов постройки, два корабля «Москва» 1750 и 1760 годов постройки, корабли «Слава России» (головной корабль серии), «Основание Благополучия», «Леферм», «Благополучие» (до 6 (17) декабря 1741 года назвался «Правительница Российская»), «Счастие», «Екатерина», «Фридемакер», «Лесное», «Архангел Рафаил», «Святой Сергий», «Святой Иоанн Златоуст» (В 1751 году был переименован в «Святой Иоанн Златоуст второй» в связи с постройкой одноимённого 80-пушечного корабля), «Архангел Гавриил», «Архангел Уриил», «Наталия», «Астрахань», «Рафаил», «Святой Иаков», «Не тронь меня», «Евстафий Плакида», «Святой Иануарий», «Саратов», «Тверь», «Трёх Иерархов», «Трёх святителей», «Европа», «Всеволод», «Ростислав», «Святой Георгий Победоносец», «Граф Орлов», «Память Евстафия», «Победа», «Виктор», «Вячеслав», «Дмитрий Донской», «Мироносиц», «Святой князь Владимир», «Александр Невский», «Борис и Глеб», «Преслава», «Дерись», «Ингерманландия», «Спиридон» и один корабль без названия 1758 года постройки.
2. ↑  155 футов 6 дюймов.
3. ↑  41 фут 6 дюймов.
4. ↑  18 футов.
5. ↑  Англичанин на русской службе оригинал имени Luwis, в русской транслитерации также встречается вариант написания фамилии Лювес.